# Châtelneuf (Loira)
Châtelneuf è un comune francese di 319 abitanti situato nel dipartimento della Loira della regione dell'Alvernia-Rodano-Alpi.

## Società

### Evoluzione demografica
Abitanti censiti